# Dino Porrini
Dino Porrini (Volta Mantovana, 26 febbraio 1953) è un ex ciclista su strada italiano.
Tra i dilettanti fu medaglia d'argento nella cronometro a squadre ai campionati mondiali 1977. Professionista dal 1978 al 1980, vinse una tappa al Giro d'Italia 1979.

## Carriera
Tra i dilettanti fu undicesimo nella cronometro a squadre 100 km ai Giochi olimpici 1976 a Montréal in quartetto con Carmelo Barone, Vito Da Ros e Gino Lori; l'anno dopo, nella stessa specialità, vinse la medaglia d'argento ai Campionati del mondo in Venezuela in quartetto con Mirko Bernardi, Mauro De Pellegrin e lo stesso Da Ros.
Passato professionista nel 1978 con la Mecap-Selle Italia, corse per sole tre stagioni nella massima categoria, ottenendo due successi, in una tappa alla Ruota d'Oro 1978 e, soprattutto, nella tredicesima tappa del Giro d'Italia 1979 da Aosta a Meda; fu anche secondo al Trofeo Laigueglia 1978.

## Palmarès
- 1973 (dilettanti)

Gran Premio Roncolevà
- 1974 (dilettanti)

Gran Premio Roncolevà
Giro delle due Province-Marciana di Cascina
Trofeo Vitulano
Trofeo Nicola Pistelli
- 1975 (dilettanti)

Milano-Busseto
Coppa Caduti Nervianesi
- 1976 (dilettanti)

Trofeo Francesco Gennari
Coppa Città di Melzo
- 1977 (dilettanti)

Freccia dei Vini
Gran Premio Agostano
- 1978 (Mecap-Selle Italia, una vittoria)

1ª tappa Ruota d'Oro
- 1979 (Mecap-Hoonved, una vittoria)

13ª tappa Giro d'Italia (Aosta > Meda)

## Piazzamenti

### Grandi Giri
- Giro d'Italia

1979: 108º

### Classiche monumento
- Milano-Sanremo

1978: 16º

### Competizioni mondiali
- Campionati del mondo

San Cristóbal 1977 - Cronometro a squadre Dilettanti: 2º
- Giochi olimpici

Montréal 1976 - Cronometro a squadre: 11º